# アタナシア (小惑星)

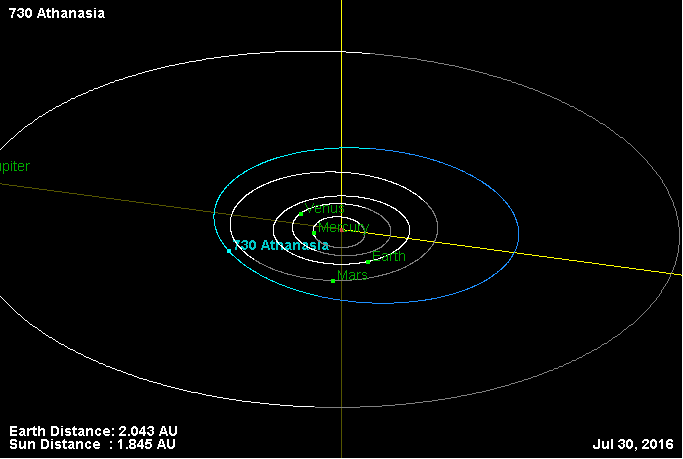
アタナシアの軌道図

アタナシア (730 Athanasia) は小惑星帯に位置する小惑星である。ウィーン天文台でヨハン・パリサによって発見された。
古典ギリシャ語で「不滅」を意味する「アタナシア」に因んで命名された。